# Ånimskogs landskommun
Ånimskogs landskommun var en tidigare kommun i Älvsborgs län.

## Administrativ historik
Kommunen inrättades i Ånimskogs socken i Tössbo härad i Dalsland när 1862 års kommunalförordningar trädde i kraft den 1 januari 1863.
Vid kommunreformen 1952 uppgick den i Tössbo landskommun som 1971 uppgick i Åmåls kommun.

## Politik

### Mandatfördelning i Ånimskogs landskommun 1938-1946
| 7 | 7 | 2 | 4 |

| 20 |

| 8 | 5 | 2 | 5 |

| 20 |

| 8 | 8 | 2 | 2 |

| 20 |